# 德裔美国人联盟
德裔美國人聯盟（英語：German American Bund，縮寫AV）是1936年至1941年間在美國活躍的一個親納粹組織。該組織是「新德國之友」（Friends of New Germany）的繼承者，成立於1936年，直至1941年美國正式參與第二次世界大戰後解散。邦聯僅限擁有德國血統的美國公民加入，其主要目標是為納粹德國進行正面宣傳，並極力強調其組織的美國本土身份，以回應外界對其不愛國的批評。

## 組織背景與前身
德裔美國人聯盟的前身為「新德國之友」（Friends of New Germany, FONG）。該組織於1933年由納粹黨副元首魯道夫·赫斯授權，由海因茨·斯潘克諾貝爾（Heinz Spanknöbel）在紐約創立。組織總部設於紐約，而芝加哥則是另一個重要據點。
「新德國之友」的成員多為新近移民及尚未入籍的德國公民。組織具有半軍事化色彩，男性成員穿著統一的德式制服，女性成員則著白襯衫與黑裙。該組織積極參與政治活動，包括支持納粹德國、試圖滲透其他德裔美國人團體，以及發起運動反制猶太社群對德國商品的抵制。其成員數量估計在5,000至10,000人之間。
由於該組織引發了嚴重的負面影響並損害了德美關係，阿道夫·希特勒政府於1935年底下令所有德國公民退出該組織，其主要領導人亦被召回德國。

## 成立與發展
1936年，「新德國之友」的殘餘成員在紐約州布法羅重組，正式成立了德裔美國人聯盟，並由在德國出生、後入籍美國的公民弗里茨·朱利葉斯·庫恩（Fritz Julius Kuhn）擔任領導人。聯盟的組織結構仿效納粹黨，在美國境內劃分為東、西、中西部三大區，共設有69個地方分部。其全國總部位於紐約市東85街。
聯盟在全美各地設立了多個訓練營及會所，人数约25000人經常舉行帶有納粹色彩的集會和訓練活動。他們公開攻擊時任美國總統富蘭克林·羅斯福（稱其為「弗蘭克·D·羅森菲爾德」並暗示其有猶太血統）、猶太人團體、工會組織以及抵制德國商品的運動。為了強調其「美國性」，聯盟的活動中經常同時展示美國國旗與納粹德國國旗，並宣稱對美國的忠誠。他們甚至將美國國父喬治·華盛頓描繪為「第一位法西斯主義者」，聲稱其思想與納粹主義一致。

## 高峰與外界反應
1936年，庫恩與其團隊曾前往德國參加1936年夏季奧林匹克運動會，並與希特勒本人會面及合影。然而，他們並未獲得柏林官方的實質支持或認可。納粹德國政府對聯盟的活動日益警惕，擔心其行為會損害德美關係。自1938年起，德國政府禁止聯盟使用納粹標誌（如卐字旗），並再次重申禁止德國公民加入該組織。
聯盟的活動在1939年2月20日達到高峰。當天，他們在紐約麥迪遜廣場花園舉行了一場名為「真正美國主義」（Pro-Americanism）的大型集會，吸引了約2萬名支持者參加。然而，這次集會也引發了數萬名抗議者在場外示威，並與聯盟成員發生激烈衝突。

## 衰落與解散
1939年，聯盟的領導人弗里茨·庫恩因被指控逃稅及挪用組織公款而被定罪判刑，1945年9月15日被驅逐回德國導致組織的聲望與影響力急劇下降。此後，聯盟曾鼓勵其成員逃避1940年兵役法規定的徵兵義務，此舉引發了美國政府的嚴厲打擊。多名聯盟領袖被指控犯有間諜罪及陰謀違反徵兵法，絕大多數成員也因此受到法律調查與懲罰。
1941年12月，在珍珠港事件後，美國正式向軸心國宣戰，德裔美國人聯盟隨即被聯邦政府宣判為非法組織並強制解散。其多名核心幹部在面臨審判時自殺，其他成員則被判刑、遣返回德國或被撤銷美國公民資格。至1942年底，多位傑出的德裔美國人（如棒球明星貝比·魯斯）聯名在全美各大報紙上發表聲明，公開譴責納粹主義，與聯盟劃清界線。

## 對美德關係的影響
儘管聯盟在公開場合標榜其對美國的忠誠，但其私下積極尋求與納粹德國的聯繫，甚至向德國官員暗示，美國未來可能效仿奧地利的「合併」（Anschluss）模式，以營造其組織的合法性與前景。然而，納粹德國始終對其保持冷淡和距離，認為聯盟的拙劣活動只會適得其反，損害德國的國際形象與德美關係，因此嚴令雙方脫離聯繫。
在美國國內，媒體與國會對聯盟抱持極度的警惕與敵意，視其為納粹政權滲透美國民主制度的直接威脅，這進一步助長了美國社會的反德情緒。聯盟的活動使得美國公眾對納粹主義產生了強烈的反感與仇視。羅斯福政府巧妙地利用了這種社會氛圍，為其後續的外交政策轉向和戰爭準備提供了民意基礎，最終導致美德關係持續緊張，直至1941年底納粹德國對美國宣戰而徹底破裂。